# Hüfner-Zahl
Als Hüfner-Zahl wird das Sauerstoff-Volumen (O2) bezeichnet, das von 1 g Hämoglobin (Hb) in vivo maximal gebunden werden kann, nämlich 1,34 ml unter Normalbedingungen, also die maximale Sauerstoffbindungskapazität.
Der Wert beruht auf dem Umstand, dass ein Molekül Hämoglobin vier Moleküle Sauerstoff binden kann. Unter Berücksichtigung des Molvolumens für ideale Gase (ca. 22,4 l unter Normalbedingungen) kann somit 1 Mol Hämoglobin 89,6 l Sauerstoff aufnehmen, woraus sich aufgrund der molaren Masse von Hämoglobin (ca. 64500 g/mol) der theoretische In-vitro-Wert von 1,39 ml O2/g Hb ergibt. Dieser Wert wird allerdings nicht einmal unter optimalen Bedingungen im Labor erreicht. Dazu kommt, dass Hämoglobin physiologisch in geringen Mengen auch als Methämoglobin oder CO-Hämoglobin vorliegt. Diese Formen können keinen Sauerstoff binden, was den niedrigeren In-vivo-Wert von 1,34 ml O2/g Hb bedingt. 
Die Hüfner-Zahl geht auf den Chemiker Gustav von Hüfner zurück.
{\displaystyle \mathrm {{\frac {1\,g}{64500\,{\frac {g}{mol}}}}\cdot 4\cdot 22{,}4\cdot 10^{3}\,{\frac {mL}{mol}}\approx 1{,}39\,{\frac {mL\ O_{2}}{g\ Hb}}} }